# Mispila pedongensis
Mispila pedongensis là một loài bọ cánh cứng trong họ Cerambycidae.